# 콜린성 신경
콜린성신경(~性神經, 영어: axon)이란 아세틸콜린을 유리하는 신경섬유이다. 콜린작동성신경라고 부르기도 한다. 교감신경의 절후신경을 제외하고 모든 자율신경섬유는 콜린작동성이다

## 콜린성 교감신경
교감신경의 말단, 즉 절후뉴런(=절후신경)은 대부분 노르에피네프린을 유리한다. 그러나 체온이 시상하부 설정 온도보다 높을 때, 한마디로 사람이 덥다고 느낄 때 땀 분비를 촉진시키는 교감신경은 이의 말단에서 노르에피네프린이 아닌 아세틸콜린을 유리한다. 다시말해 이 교감신경은 콜린성신경이라는 것이다.

## 같이 보기
- 교감신경
- 아세틸콜린
- 자율신경
- 노르에피네프린
- 에피네프린
- 절후뉴런
- 체온조절